# Elasmus rossi
Elasmus rossi är en stekelart som beskrevs av Keizo Yasumatsu 1960. Elasmus rossi ingår i släktet Elasmus och familjen finglanssteklar.
Artens utbredningsområde är Kenya. Inga underarter finns listade i Catalogue of Life.